# L'Arlésienne (Daudet)

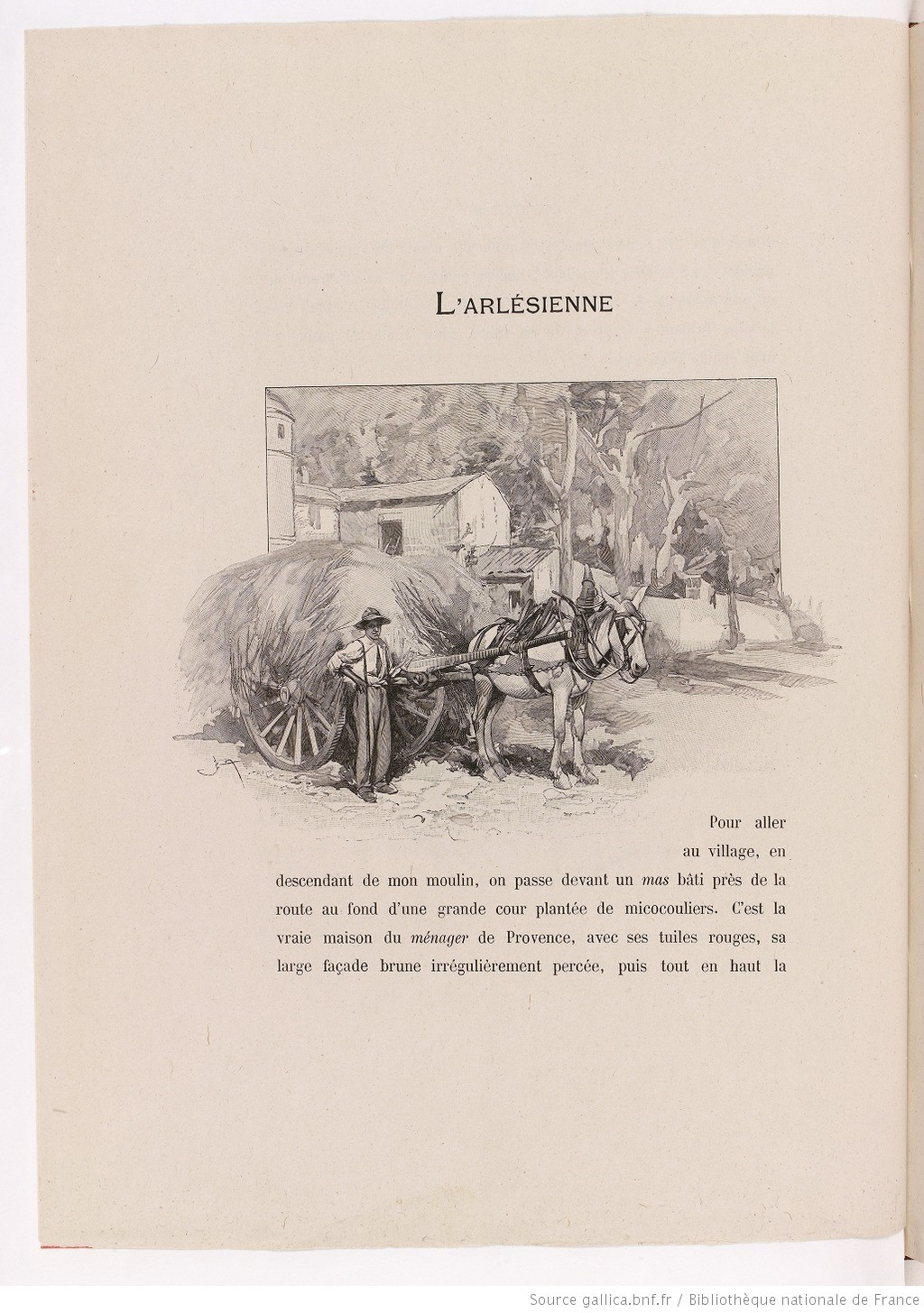
Portada de la edición francesa de 1904.

L'Arlésienne, titulada generalmente en español como  La chica de Arlés, es una novela de Alphonse Daudet, extraída de las Cartas de mi molino reunidas y editadas en 1869.
Daudet extrajo de ellas tres años más tarde una pieza de teatro homónima en tres actos para la cual Georges Bizet compuso una música incidental. Estrenada en el teatro del Vaudeville el 1 de octubre de 1872, fue un fracaso mientras que la Suite para orquesta que Bizet extrajo de su música resultará todo un éxito.
En 1879, Ernest Guiraud arreglará una segunda Suite para orquesta a partir de los temas de Bizet, muerto en 1875.
Daudet se inspiró en el suicidio de un sobrino de Frédéric Mistral, el 7 de julio de 1862. Como consecuencia de una decepción amorosa, el joven se lanzó desde una ventana de la propiedad familiar del mas du Juge sobre una mesa de piedra. Mistral confió esta historia trágica a su amigo Daudet que entonces lo trasladó en su novela, pero el hecho de haber hecho público este drama personal terminará su amistad.

## La novela

### Resumen
Jan, un muchacho de la campiña, está locamente enamorado de una joven de la ciudad de Arlés, a quien conoció en las Arenas de Arlés. Sus padres consienten finalmente este matrimonio. Un día un hombre viene a hablar al padre de Jan y afirma que ha sido el amante de esta arlesiana. Le muestra unas cartas que atestiguan su declaración. El día siguiente, el padre cuenta todo el asunto a su hijo Jan que renuncia al matrimonio, pero no puede olvidar a la arlesiana. Como sus padres se muestran inquietos con este asunto, decide aparentar estar alegre. Sin embargo, corroído por la pena, acaba incluso por suicidarse.

## La Obra

### Resumen
El joven no se llama Jan sino Frédéric, y ya no vive con sus dos padres, sino con su madre y su abuelo.
Y su pequeño hermano es el inocente del pueblo. Frédéric va a ser muy desdichado porque su arlesiana no volverá nunca de su viaje: ella se ha enamorado de otro. Madam Rose la madre de Frédéric va a hacer terminar que Frédéric olvide su arlesiana casándole con Vivette, una joven muy bonita, pero vuelve la pesadilla y al final Frédéric se suicida. En esta pieza se ve la progresión del inocente: no es tan tonto como parecía.

## Nota
La obra está en el origen de la expresión francesa « la Arlésienne » para designar a una persona o una cosa de la cual se habla todo el tiempo, pero que no aparece nunca. Efectivamente, aunque el personaje de la arlesiana sea al centro de la intriga, no aparece nunca sobre la escena.

## Ver igualmente
- Arlésienne

- Datos: Q3202315